# Julio Algar
Julio Algar Pérez-Castilla (Madrid, España, 16 de octubre de 1969) es un exjugador de fútbol y entrenador de fútbol. 

## Trayectoria como jugador
Ocupaba la posición de lateral derecho y como jugador comenzó en las categorías inferiores del Real Madrid. En 1989 debutó con el Castilla CF en Segunda División, disputando 15 partidos. Tras tres años en el filial blanco, en 1992, se marcha al Villarreal CF en Segunda. Sólo está un año en el equipo de Castellón y ficha por el Córdoba CF de Segunda División B. En Córdoba realiza cuatro años magníficos, convirtiéndose en toda una institución en el club. Pese a ello, en 1997 deja el club blanquiverde para fichar por el Lorca CF donde, a pesar de estar sólo una temporada, deja un grandísimo recuerdo. El Lorca desciende a Tercera División y Algar se marcha al Real Murcia, donde está dos años y consigue el ascenso a Segunda División. Tras su paso por Murcia se marcha al Fútbol Club Cartagena, donde sólo está un año antes de fichar por el UE Figueres. Dos años después baja de categoría y ficha por el Mazarrón CF, con quien juega la primera vuelta antes de fichar por el CD Molinense y retirarse en 2004.
En 2004, tras su retirada en el Molinense, se convierte en entrenador del equipo alevín. En 2005 se le ofrece la oportunidad de ser el míster del primer equipo, al que entrena dos años. Tras descender a Territorial Preferente vuelve al fútbol base, concretamente al Ranero CF juvenil. En 2009 ficha por el Lorca Deportiva después del descenso administrativo de los lorquinos a Tercera.

## Trayectoria como entrenador
En su etapa como entrenador dirigió al Lorca Deportiva en la temporada 2009/10, en la que consiguió llegar a la Final de la Fase Nacional de la Copa Federación, donde fue derrotado por el San Roque y disputar la fase de ascenso a Segunda B. 
Julio Algar también ha trabajado como ojeador en las categorías inferiores del Espanyol de Barcelona y del Fútbol Club Barcelona.
En 2016 entrenó al Horadada, en Preferente Autonómica, hasta el final de la temporada 2015-16. 
Para la temporada 2016-17 firmaría por el Lorca FC "B" de Tercera División.
En septiembre de 2016, en la cuarta jornada de Liga, Iñaki Alonso es destituido como entrenador del primer equipo por los malos resultados, provocando el ascenso de Julio al banquillo del primer equipo en Segunda B.
En abril de 2017, es destituido de su cargo de entrenador del Lorca Fútbol Club tras perder el liderato del Grupo IV en la jornada 33 y sería sustituido por David Vidal.
En la temporada 2017/18 entrena al San Sebastián de los Reyes en Segunda B.
En la temporada 2018/19 dirige al Juvenil de la Cultural Leonesa en Liga Nacional.
En marzo de 2019 se convierte en director deportivo y entrenador del primer equipo del Real Murcia CF de Segunda División B de España. En las temporadas 2019-20 y 2020-21 desempeñaría únicamente el cargo de director deportivo del grana donde a consecuencia de los malos resultados reflejados en la temporada, el 5 de abril de 2021, se anunciaría su desvinculación del club murcianista.
En julio de 2021, firma como secretario técnico del Granada CF de la Primera División de España.
El 8 de marzo de 2022, tras el ascenso de Rubén Torrecilla de manera interina al frente del primer equipo del Granada CF, Julio forma tándem con Roberto Cuerva y se hacen cargo de manera provisional del Recreativo Granada de la Segunda División RFEF. El 23 de marzo de 2022, Julio regresaría a su puesto en la secretaría técnica del Granada CF, tras el ascenso de Juan Antonio Milla desde el Juvenil "A" para dirigir al Recreativo Granada hasta el final de la temporada.
El 12 de marzo de 2024, firma por el Unión Molinense CF de la Tercera Federación.

## Clubes

### Como jugador
| Club          | País   | Año       |
| ------------- | ------ | --------- |
| Castilla CF   | España | 1989-1992 |
| Villarreal CF | España | 1992-1993 |
| Córdoba CF    | España | 1993-1997 |
| Lorca CF      | España | 1997-1998 |
| Real Murcia   | España | 1998-2000 |
| FC Cartagena  | España | 2000-2001 |
| UE Figueres   | España | 2001-2003 |
| Mazarrón CF   | España | 2003-2004 |
| CD Molinense  | España | 2004      |

### Como entrenador
| Club                             | País   | Año             |
| -------------------------------- | ------ | --------------- |
| CD Molinense                     | España | 2004-2005       |
| CD Molinense                     | España | 2005-2007       |
| Ranero Club de Fútbol            | España | 2007-2009       |
| Lorca Deportiva CF               | España | 2009-2010       |
| UD Horadada                      | España | 2016            |
| Lorca FC                         | España | 2016            |
| Lorca FC                         | España | 2016-2017       |
| San Sebastián de Los Reyes       | España | 2017-2018       |
| Cultural Leonesa                 | España | 2018-2019       |
| Real Murcia                      | España | 2019            |
| Real Murcia (Director deportivo) | España | 2019-2021       |
| Granada CF (Secretario técnico)  | España | 2021-Actualidad |
| Recreativo Granada               | España | 2022            |
| Unión Molinense CF               | España | 2024            |

## Palmarés

### Como jugador
| Título                     | Club        | País   | Año  |
| -------------------------- | ----------- | ------ | ---- |
| Liga de Segunda División B | Castilla CF | España | 1991 |
| Liga de Segunda División B | Córdoba CF  | España | 1995 |

Ascenso a Segunda División con el Real Murcia en la temporada 1999/00.

### Como entrenador
Subcampeón de la Copa Federación con el Lorca Deportiva en la temporada 2009-10.